# Yumjaagiin Tsedenbal
Yumjaagiin Tsedenbal (17 de setembro de 1916 — 20 de abril de 1991) foi um político mongol que serviu como líder da República Popular da Mongólia de 1952 a 1984. Ele foi secretário-geral do Partido Revolucionário do Povo Mongol de 1940 a 1954 e novamente de 1958 a 1984, primeiro-ministro de 1952 a 1974 e presidente de 1974 a 1984.
Tsedenbal ganhou destaque na década de 1940 como membro do círculo íntimo do líder Khorloogiin Choibalsan, e o sucedeu como primeiro-ministro após sua morte em 1952. Tsedenbal resistiu à desestalinização, expulsou e exilou internamente vários de seus rivais na década de 1960. Suas políticas visavam tornar a Mongólia um parceiro político e econômico leal da União Soviética. Tsedenbal foi o líder mais longevo da Mongólia moderna e de qualquer país do Bloco Oriental, servindo até sua expulsão com apoio soviético em 1984. Ele se aposentou em Moscou e morreu em 1991, e tem um legado controverso desde a revolução democrática de 1990.

## Origem e Educação
Yumjaagiin Tsedenbal nasceu em 17 de setembro de 1916, filho de uma mãe solteira no atual distrito de Davst, província de Uvs. Em outubro de 1929, ele e outros 21 estudantes mongóis foram selecionados para estudar em uma rabfak (escola preparatória) especial em Irkutsk, na União Soviética. Em 1931, juntou-se à Liga da Juventude Revolucionária Mongol. Depois de se formar no rabfak, Tsedenbal frequentou o Instituto de Finanças e Economia em Irkutsk, do qual se formou em julho de 1938. Os estudantes mongóis foram convidados para passear em Moscou, onde Tsedenbal foi notado pelo Comitê Central do Partido Comunista da União Soviética. Em setembro de 1938, ele retornou à Mongólia e começou a trabalhar como instrutor no Escola de Finanças de Ulã Bator, uma escola técnica anexa ao Ministério das Finanças.

## Carreira política
Depois de ser indicado ao líder da Mongólia, Khorloogiin Choibalsan, pelo oficial de inteligência soviético e representante diplomático Ivan Alekseevich Ivanov, em 1939 Tsendenbal se juntou ao Partido Revolucionário do Povo Mongol (PRPM), e tornou-se vice-ministro das Finanças em março daquele ano. De julho de 1939 a março de 1940, Tsedenbal foi simultaneamente ministro das finanças da Mongólia e presidente do conselho do banco estatal (Banco do Comércio e da Indústria). Em dezembro de 1939, Tsedenbal juntou-se a Choibalsan e Ivanov para um encontro com o líder soviético, Josef Stalin, em Moscou. Lá, Choibalsan prometeu expurgar o então secretário do PRPM, Banzarjavyn Baasanjav, para substituí-lo por Tsedenbal, o que foi feito em fevereiro de 1940.